# تانهوکا
تانهوکا شهری در شهرستان تیکاره در استان بام در بورکینافاسوی شمالی است و جمعیت آن ۳۸۰ نفر است.